# Floßschnecken
Die Floßschnecken (Janthinidae) sind mit etwa 9 Arten eine kleine Familie mittelgroßer, ausschließlich mariner Schnecken, die weltweit in tropischen und gemäßigten Meeren vorkommen. Die Vertreter der Familie leben pelagisch an der Meeresoberfläche als Fleischfresser von Nesseltieren.

## Merkmale
Namensgebend für die Familie der Floßschnecken ist das aus körpereigenem Schleim gebildete „Floß“, aus durchsichtigen, luftgefüllten Blasen, welches eine Länge von bis zu 12 cm erreichen kann. Das chitinhaltige Material ermöglicht es den Meeresschnecken an der Wasseroberfläche und treiben und sich so weit über die Meere zu verbreiten. Der Schleim für das Floß wird in einer Drüse am Fuß der Schnecke gebildet. Da die Schnecken mit der Bauchseite und damit auch der Gehäusemündung nach oben hängen, sind sie umgekehrt konterschattiert.
Die rechtsgewundenen, glatten Gehäuse der Floßschnecken sind dünn und zerbrechlich, so dass an Gewicht gespart wird. Während die Veliger-Larven noch ein Operculum besitzen, ist dieses bei den adulten Tieren nicht mehr vorhanden.
Die Schnecken besitzen einen großen Kopf und einen sehr beweglichen Hals. Die sehr kleinen Augen sitzen an der Basis der Fühler. Die bandförmige Radula hat ähnlich wie bei den Wendeltreppenschnecken keine Mittelzähne und jederseits mehrere hakenförmige Seitenzähne. Jederseits der Radula befindet sich ein Kiefer mit glatter Schneide, bei der Gattung Recluzia außerdem Stilette an den Ausgängen der Speicheldrüsen.
Die Schnecken sind zunächst Männchen und später Weibchen. Veilchenschnecken haben keinen Penis, und das Sperma wird in Samenpaketen vom Männchen aufs Weibchen übertragen. Bei Janthina exigua und Janthina pallida befestigt das Weibchen Eikapseln mit insgesamt bis zu zweieinhalb Millionen Eiern an der Unterseite des Floßes, aus denen frei schwimmende Veliger-Larven schlüpfen. Janthina janthina ist dagegen ovovivipar, d. h. die Eier entwickeln sich bis zum Schlupf im Eileiter des Muttertiers, den die Veliger-Larven durch die Geschlechtsöffnung verlassen. Für die Gattung Recluzia gibt es keine diesbezüglichen Untersuchungen. Es folgt eine längere Phase der Veliger als Zooplankton.
Zum Zeitpunkt der Metamorphose bildet die Jungschnecke einen langen schleimigen Stiel mit einem Ballen von Luftblasen am Ende, mit Hilfe dessen das Tier die Oberfläche erreicht, wo das endgültige Floß gebildet wird. Die lufthaltigen Schleimblasen werden mit dem Fuß gebildet, wobei für eine Blase etwa 10 Sekunden gebraucht werden. Verliert eine Floßschnecke ihr Floß, kann sie ein neues nur dann bilden, wenn sie Kontakt zur Wasseroberfläche und somit zur Luft hat, z. B. an einer Segelqualle hängend.

## Lebensweise, Vorkommen und Verbreitung
Die Janthinidae sind in tropischen und gemäßigten Meeren verbreitet. Sie treiben mit ihrem Floß an der Meeresoberfläche und ernähren sich hier von pelagischen Nesseltieren, insbesondere Segelquallen und Portugiesischen Galeeren.

## Systematik

Einige Gehäuse von Veilchenschnecken Janthina janthina

Nach Bouchet und Rocroi (2005) ist die Familie Janthinidae eine von drei Familien in der Überfamilie Epitonioidea.
Zu der Familie Janthinidae gehören zwei Gattungen mit folgenden Arten, von denen einige bereits ausgestorben sind:
- Janthina Röding, 1798[1]
  - † Janthina chavani (Ludbrook, 1978)
  - Janthina exigua Lamarck, 1816 - dwarf janthina
  - Janthina globosa Swainson, 1822
  - Janthina janthina (Linnaeus, 1758)
  - † Janthina krejcii Beu, 2017
  - Janthina pallida W. Thompson, 1840
  - † Janthina typica (Bronn, 1861)
  - Janthina umbilicata d’Orbigny, 1841

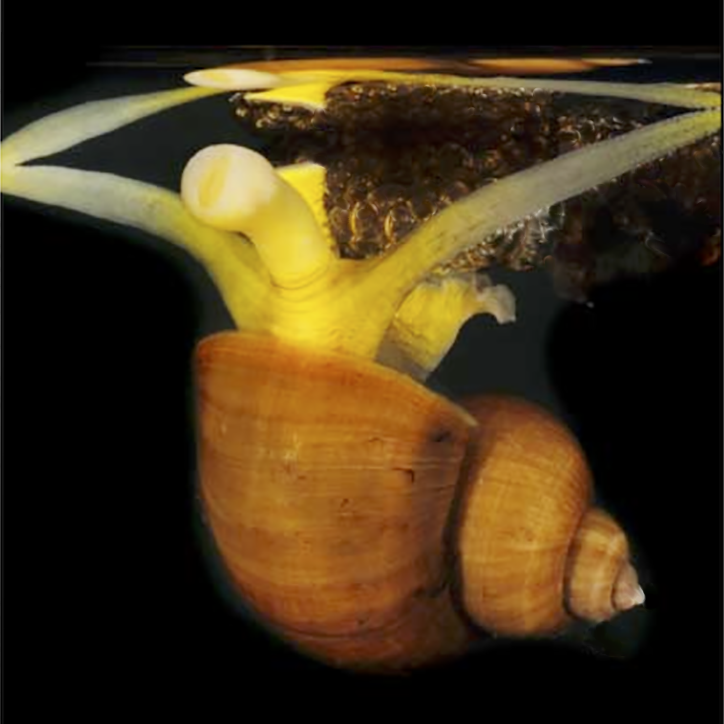
Meeresschnecke der Gattung Recluzia

- Recluzia Petit de la Saussaye, 1853[2]
  - Recluzia johnii Holten, 1802
  - Recluzia lutea Bennett, 1840

Die beiden Gattungen unterscheiden sich unter anderem in der Färbung der Gehäuse. So sind diese bei Janthina violett und bei Recluzia braun.
Für die Gattung Janthina sind etwa 60 Arten beschrieben worden, doch hat Laursen diese 1953 in einer Revision auf Grundlage der Anatomie, der Radulastruktur und des Reproduktionszyklus der Schnecken auf 5 Arten reduziert: Janthina janthina (Linnaeus, 1758), Janthina exigua Lamarck, 1816, Janthina globosa Swainson, 1822, Janthina pallida W. Thompson, 1840 und Janthina umbilicata d’Orbigny, 1841. Für die Gattung Recluzia gibt es 11 Artbeschreibungen, von denen möglicherweise nur 2 oder 3 einer Revision standhalten werden.
Die beiden Gattungen Iodes Mörch, 1860 und Iodina Mörch, 1860 sind Synonyme von Janthina Röding, 1798.